# Mikrophonie
 (mars 2023).
Si vous disposez d'ouvrages ou d'articles de référence ou si vous connaissez des sites web de qualité traitant du thème abordé ici, merci de compléter l'article en donnant les références utiles à sa vérifiabilité et en les liant à la section « Notes et références ».

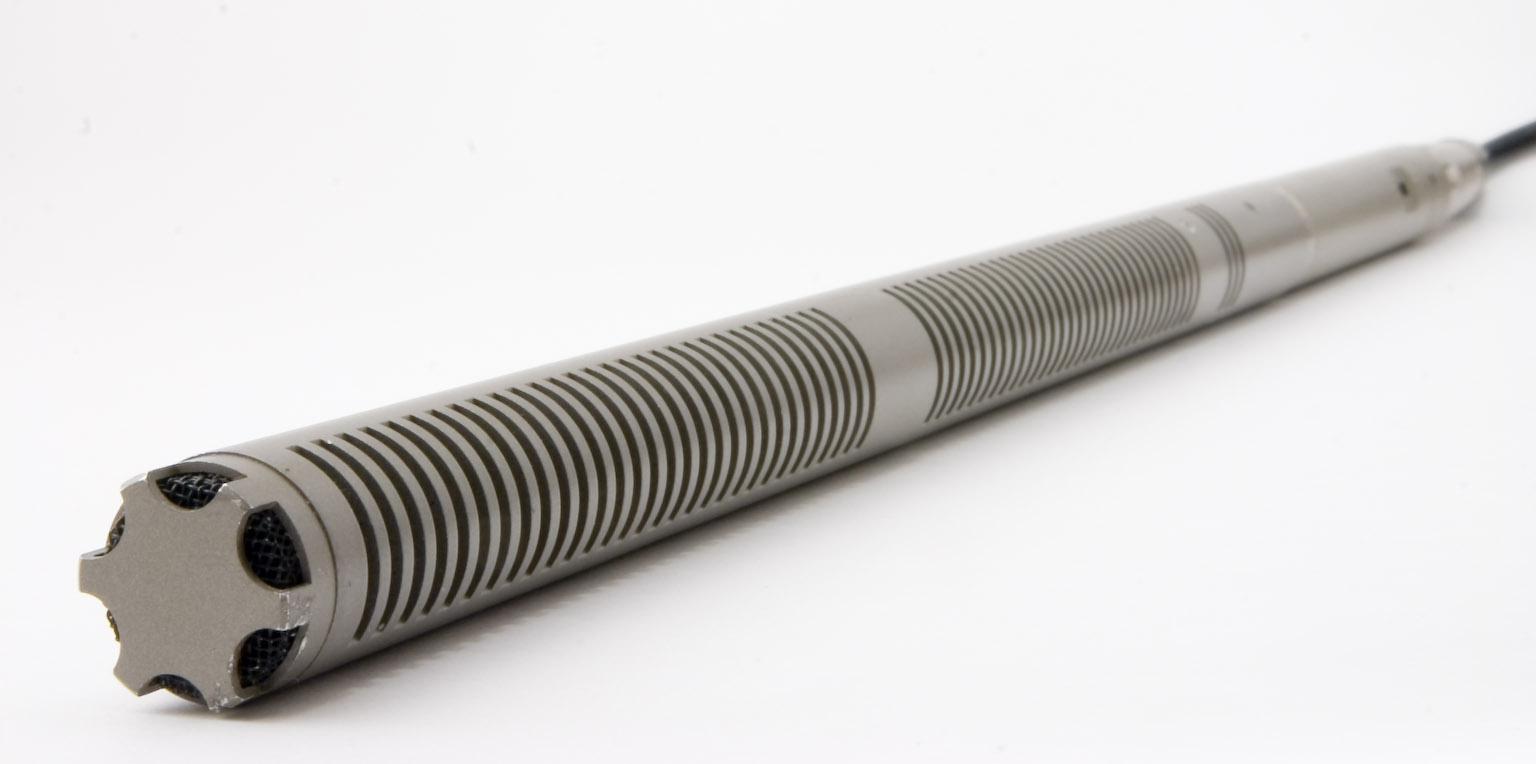
Un microphone hautement directionnel du type requis pour Mikrophonie I.

Mikrophonie est le titre donné par Karlheinz Stockhausen à deux de ses compositions, écrites en 1964 et 1965, dans lesquelles des vibrations normalement inaudibles... sont rendues audibles par un processus actif de détection sonore (comparable à l'auscultation d'un corps par un médecin) ; le microphone est utilisé activement comme instrument de musique, contrairement à son ancienne fonction passive de reproduire les sons aussi fidèlement que possible » (Stockhausen 1971a, 57).
Avec l'œuvre immédiatement précédente de Stockhausen, Mixtur, pour cinq groupes d'orchestre, quatre générateurs sinusoïdaux, quatre modulateurs en anneau, ils forment un triptyque d'œuvres électroniques en direct, où des transformations électroniques sont accomplies pendant la performance (par opposition à la musique électronique produite en studio. sur bande). Semblable à un groupe de trois des œuvres du compositeur de la décennie précédente, Gruppen, Zeitmaße et Gesang der Jünglinge, il y a une œuvre pour les forces orchestrales, de chambre et vocales.

## Mikrophonie I

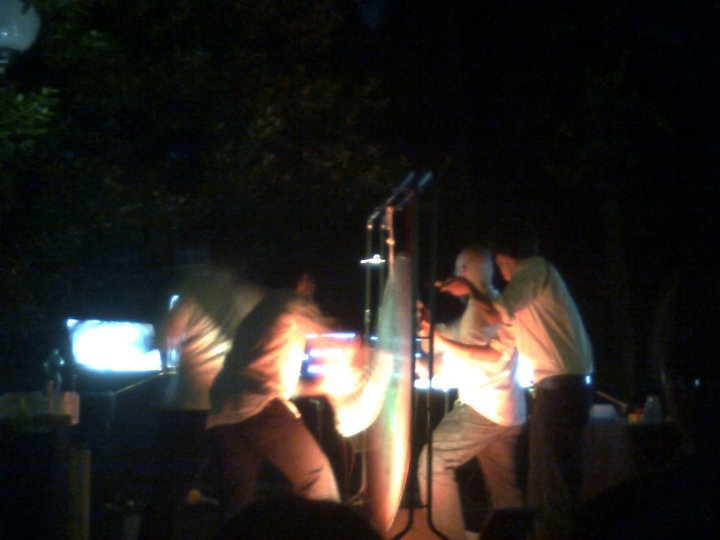
Représentation de Mikrophonie I au Conservatorio Niccolò Paganini, Gênes, en 2010

Mikrophonie I (Work Number 15), pour tamtam, 2 microphones, 2 filtres et contrôleurs, est un exemple de moment form (en), de forme polyvalente, de forme variable et de composition de processus. Il se compose de trente-trois unités structurelles, ou « moments », qui peuvent être ordonnées de différentes manières, selon un « schéma de connexion » précisant les relations entre moments successifs par une combinaison de trois éléments, un de chacun des groupes suivants (Davies 1968, 9) :   
1. similaire, différent ou opposé ;
2. de soutien, neutre ou destructeur ;
3. croissant, constant ou décroissant.

## Mikrophonie II

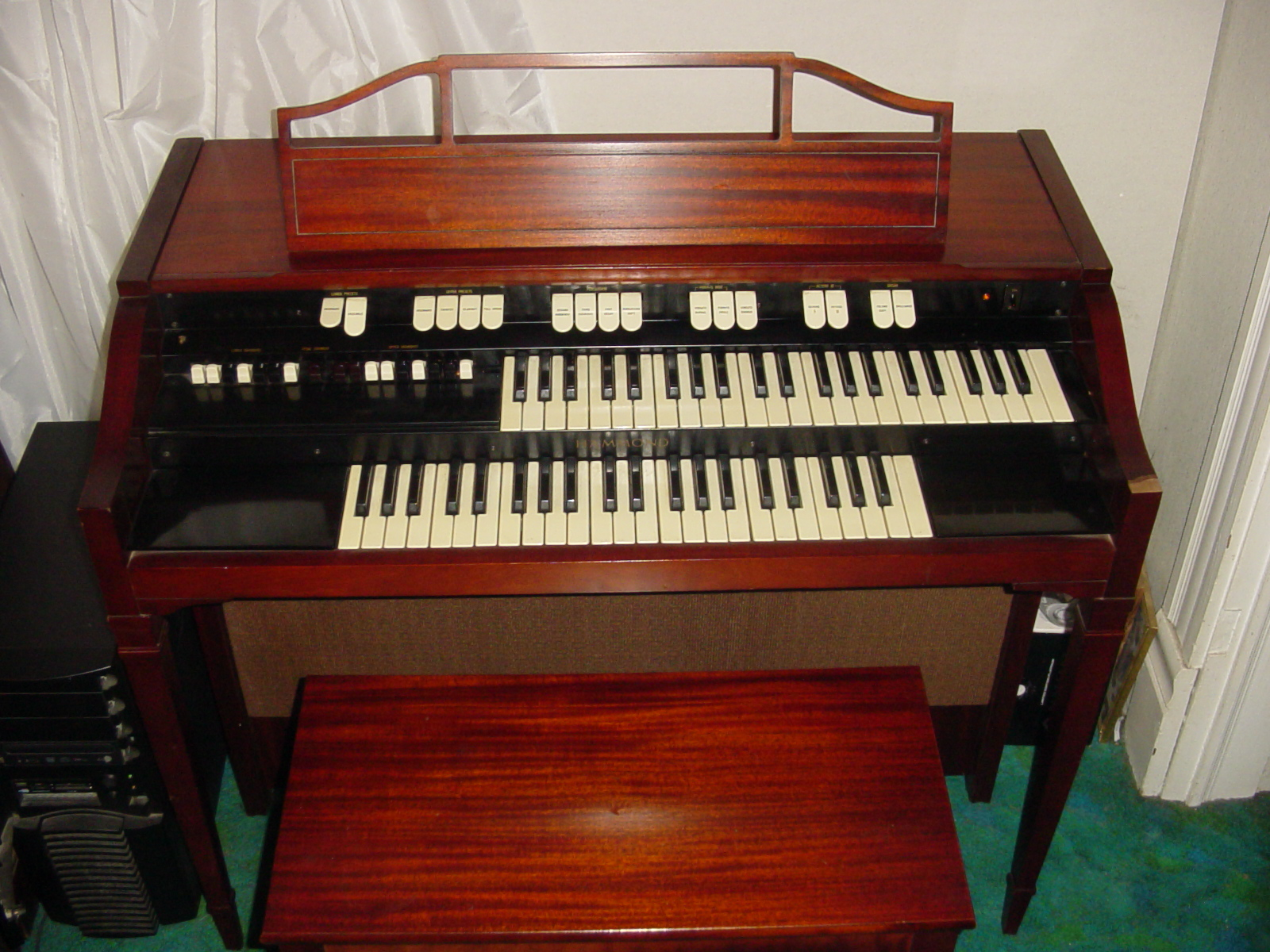
Un orgue Hammond de la série L de la période 1961 à 1972

Mikrophonie II (Œuvre numéro 17), pour chœur, orgue Hammond et quatre modulateurs en anneau, comme Mikrophonie I composé sous forme de moment, se compose également de 33 « moments », bien que, contrairement à l'œuvre précédente, leur ordre soit fixé dans la partition. Les durées de ces moments sont conçues selon la série de Fibonacci (Frisius 2008, 171).
L'œuvre combine les sons produits électroniquement de l'orgue Hammond avec les sons vocaux du chœur via la modulation en anneau pour produire des transformations qui, dans de nombreux endroits, produisent des distorsions évoquant la magie (Frisius 2008, 167). L'idée originale de Stockhausen avait été de combiner un chœur avec le tamtam de Mikrophonie I, mais les sons se sont avérés trop contraires, et il a donc opté pour l'orgue Hammond à la place (Kurtz 1992, 139).
Le texte utilisé est le poème « absurde » de Helmut Heißenbüttel, « Einfache grammatische Meditationen », extrait de Textbuch 1 (Heißenbüttel 1960, 35–36). Plutôt que de suivre le texte tel qu'il est imprimé, Stockhausen redistribue ses 44 lignes sur les 33 moments de sa composition de telle sorte que les six grandes sections du poème soient toutes présentes dans toutes les parties de l'œuvre, reflétant le caractère pictural et temporellement simultané du texte... d'une manière « conforme au principe poétique du texte lui-même » (Peters 1992, 252 & 256).

## Discographie
Deux performances enregistrées de Mikrophonie I par l'ensemble Stockhausen sont sorties, mais une seule de Mikrophonie II, bien que les deux compositions soient toujours apparues ensemble, sur des étiquettes différentes et dans des formats différents. Les interprètes des deux versions de Mikrophonie I (toutes deux de la version de Bruxelles 1964) sont :
1. Aloys Kontarsky et Christoph Caskel, tam-tam; Johannes G. Fritsch et Bernhard Kontarsky, microphones; Karlheinz Stockhausen, filtre et potentiomètres I; Jaap Spek, filtre II; Hugh Davies, potentiomètres II. (Enregistré entre décembre 1964 et juin 1965 au WDR.)
2. Aloys Kontarsky et Alfred Alings, tam-tam; Johannes G. Fritsch et Harald Bojé, microphones; Hugh Davies et Jaap Spek, filtres; Karlheinz Stockhausen, projection sonore (c.-à-d. Potentiomètres). (Enregistré les 17 et 18 décembre 1965).

Les interprètes de Mikrophonie II sont : des membres du WDR Choir et du Studio Choir for New Music, Cologne, cond. Herbert Schernus ; Alfons Kontarsky, orgue Hammond; Johannes G. Fritsch, chronométreur; Karlheinz Stockhausen, projection sonore. (Enregistré le 10 juin 1965).
Les sorties avec la deuxième représentation de Mikrophonie I sont :
- Stockhausen, Karlheinz. 1967. Mikrophonie I / Mikrophonie II. CBS 32 11 0044 / S77 230/72 647 (LP)
- Stockhausen, Karlheinz. 1975. Mikrophonie I / Mikrophonie II. Deutsche Grammophon DG 2530583 (LP)
- Stockhausen, Karlheinz. 1993. Klavierstücke I – XI Mikrophonie I et II. Sony Classical S2K 53346 (2 CD) [Les notes de la pochette prétendent à tort que l'enregistrement de Mikrophonie II a eu lieu lors de la représentation publique du 11 juin 1965.]
- Stockhausen, Karlheinz. 1995. Mikrophonie I et Mikrophonie II / Telemusik. Kürten: Stockhausen-Verlag. Stockhausen Edition 9 (CD).

La sortie avec la performance précédente de Mikrophonie I est :
- Stockhausen, Karlheinz. 2007. Mikrophonie I 1964, Mikrophonie II 1965: 2 Vorträge. Kürten: Stockhausen-Verlag. Texte-CD 14. Conférences introductives à chaque performance lue par le compositeur, en allemand, enregistrée en 1965.

Une version plus récente a été publiée sur :
- Stockhausen : Complete Early Percussion Works, Steven Schick, percussions James Avery, piano; Poisson rouge, poisson bleu (Ross Karre, Justin DeHart, Matthew Jenkins, Fabio Oliveira, Jonathan Hepfer, Gregory Stuart). Enregistrement CD, numérique : 2 disques sonores, stéréo. Mode 274–275. New York : Mode Records, 2014.

## Filmographie
- Brandt, Brian et Michael Hynes (prod.). 2014. Stockhausen: Complete Early Percussion Works. Steven Schick, James Avery, poisson rouge poisson bleu. Enregistrement DVD, région 0, NTSC, Dolby 5.1 surround / DTS 5.1 surround, format d'image 16: 9, couleur. Mode 274. New York: Mode Records.
- Dhomme, Sylvain. 1966. Mikrophonie I (30 min, couleur). Enregistrement en studio de Mikrophonie I avec le Stockhausen-Ensemble. Brève introduction de Stockhausen en français et en allemand.

## Sources
- Burns, Christopher. 2002. "Realizing Lucier and Stockhausen: Case Studies in the Performance Practice of Electroacoustic Music. Journal of New Music Research 31, no. 1 (March): 59–68.
- Davies, Hugh. 1968. "Working with Stockhausen." The Composer no. 27:8–11.
- Decroupet, Pascal. 2003. "How to Elaborate an Interpretation of Stockhausen’s Mikrophonie I." Proceedings of the 5th Triennial ESCOM Conference, 8–13 September 2003, Hanover University of Music and Drama, Germany. R. Kopiez, A. C. Lehmann, I. Wolther & C. Wolf (Eds.), 618–19.  (ISBN 3-931852-67-9).
- Frisius, Rudolf. 2008. Karlheinz Stockhausen II: Die Werke 1950–1977; Gespräch mit Karlheinz Stockhausen, "Es geht aufwärts". Mainz, London, Berlin, Madrid, New York, Paris, Prague, Tokyo, Toronto: Schott Musik International.  (ISBN 978-3-7957-0249-6).
- Günter, Ulrich. 1972. "Die Mikrophonie I von Karlheinz Stockhausen im Musikunterricht." Musik und Bildung 4, no. 2 (February): 84–87.
- Heißenbüttel, Helmut. 1960. Textbuch 1. Olten, Freiburg : Walter-Verlag.
- Kurtz, Michael. 1992. Stockhausen: A Biography, translated by Richard Toop. London and Boston: Faber and Faber.  (ISBN 0-571-14323-7) (cloth)  (ISBN 0-571-17146-X) (pbk).
- Maconie, Robin. 1972. "Stockhausen's Mikrophonie I: Perception in Action." Perspectives of New Music 10, no. 2 (Spring-Summer):  92–101.
- Peters, Günter. 1992. "Meditations Modulated: H. Heissenbüttel’s 'Einfache Grammatische Meditationen' in K. Stockhausen’s Mikrophonie II. " German Literature and Music—An Aesthetic Fusion: 1890–1989, ed. C. Reschke and H. Pollock, Houston Germanic Studies 8, 247–61. Munich: Wilhelm Fink Verlag. Revised German edition 1993: "Die ringmodulierte Meditation: Helmut Heissenbüttels 'Einfache grammatische Meditationen' in Karlheinz Stockhausens Mikrophonie II." In Musik-Konzepte 81: Autoren-Musik. Sprache im Grenzbereich der Künste, 16–40. Munich: Edition Text+Kritik. Reprinted in:  Günter Peters. Heiliger Ernst im Spiel – Texte zur Musik von Karlheinz Stockhausen / Holy Seriousness in the Play – Essays on the Music of Karlheinz Stockhausen (bilingual edition, German and English), 27–62/163–98. Kürten: Stockhausen-Stiftung für Musik, 2003.
- Stockhausen, Karlheinz. 1971a.  "Mikrophonie I (1965), für Tamtam, 2 Mikrophone, 2 Filter und Regler." In Stockhausen, Texte zur Musik 3:57–65. Cologne: Verlag M. DuMont Schauberg.
- Stockhausen, Karlheinz.  1971b. "Mikrophonie II (1965), für Chor, Hammondorgel und 4 Ringmodulatoren." In Stockhausen, Texte zur Musik 3:66–71. Cologne: Verlag M. DuMont Schauberg.
- Stockhausen, Karlheinz. 1989. Stockhausen on Music. Lectures and Interviews compiled by Robin Maconie. London & New York: Marion Boyars.  (ISBN 0-7145-2887-0) (cloth) ;  (ISBN 0-7145-2918-4) (pbk).
- Stockhausen, Karlheinz. 1996. "Electroacoustic Performance Practice.” Perspectives of New Music 34, no. 1 (Winter): 74–105.
- Stockhausen, Karlheinz. 2009. Kompositorische Grundlagen Neuer Musik: Sechs Seminare für die Darmstädter Ferienkurse 1970, edited by Imke Misch. Kürten: Stockhausen-Stiftung für Musik.  (ISBN 978-3-00-027313-1).